# Lathagrium
Lathagrium (Ach.) Gray – rodzaj grzybów z rodziny galaretnicowatych (Collemataceae). Ze względu na współżycie z glonami zaliczany jest do grupy porostów.

## Systematyka i nazewnictwo
Pozycja w klasyfikacji według Index Fungorum: Collemataceae, Peltigerales, Lecanoromycetidae, Lecanoromycetes, Pezizomycotina, Ascomycota, Fungi.

## Gatunki występujące w Polsce
- Lathagrium auriforme (With.) Otálora, P.M. Jørg. & Wedin 2014 – tzw. galaretnica uszata
- Lathagrium cristatum (L.) Otálora, P.M. Jørg. & Wedin 2014 – tzw. galaretnica grzebieniasta
- Lathagrium dichotomum (With.) Otálora, P.M. Jørg. & Wedin 2014 – tzw. galaretnica rzeczna
- Lathagrium fuscovirens (With.) Otálora, P.M. Jørg. & Wedin 2014 – tzw. galaretnica czarna
- Lathagrium undulatum (Laurer ex Flot.) Poetsch, in Poetsch & Schiederman 1872 – tzw. galaretnica kędzierzawa

Nazwy naukowe na podstawie Index Fungorum. Nazwy polskie według W. Fałtynowicza.